# Grand Prix Kanady 1994
Grand Prix Kanady 1994 (oryg. Grand Prix Molson du Canada) – szósta runda Mistrzostw Świata Formuły 1 w sezonie 1994, która odbyła się 12 czerwca 1994, po raz 16. na torze Circuit Gilles Villeneuve.
32. Grand Prix Kanady, 26. zaliczane do Mistrzostw Świata Formuły 1.

## Wyniki

### Kwalifikacje
| P                       | Nr | Kierowca              | Konstruktor(-silnik) | Opony | Czas     | Odstęp   | Strata   |
| ----------------------- | -- | --------------------- | -------------------- | ----- | -------- | -------- | -------- |
| 1                       | 5  | Michael Schumacher    | Benetton-Ford        | G     | 1:26.178 | -        | -        |
| 2                       | 27 | Jean Alesi            | Ferrari              | G     | 1:26.277 | 0:00.099 | 0:00.099 |
| 3                       | 28 | Gerhard Berger        | Ferrari              | G     | 1:27.059 | 0:00.782 | 0:00.881 |
| 4                       | 0  | Damon Hill            | Williams-Renault     | G     | 1:27.094 | 0:00.035 | 0:00.916 |
| 5                       | 2  | David Coulthard       | Williams-Renault     | G     | 1:27.211 | 0:00.117 | 0:01.033 |
| 6                       | 14 | Rubens Barrichello    | Jordan-Hart          | G     | 1:27.554 | 0:00.343 | 0:01.376 |
| 7                       | 7  | Mika Häkkinen         | McLaren-Peugeot      | G     | 1:27.616 | 0:00.062 | 0:01.438 |
| 8                       | 15 | Eddie Irvine          | Jordan-Hart          | G     | 1:27.780 | 0:00.164 | 0:01.602 |
| 9                       | 3  | Ukyō Katayama         | Tyrrell-Yamaha       | G     | 1:27.827 | 0:00.047 | 0:01.649 |
| 10                      | 30 | Heinz-Harald Frentzen | Sauber-Mercedes      | G     | 1:27.977 | 0:00.150 | 0:01.799 |
| 11                      | 10 | Gianni Morbidelli     | Footwork-Ford        | G     | 1:27.989 | 0:00.012 | 0:01.811 |
| 12                      | 8  | Martin Brundle        | McLaren-Peugeot      | G     | 1:28.197 | 0:00.208 | 0:02.019 |
| 13                      | 4  | Mark Blundell         | Tyrrell-Yamaha       | G     | 1:28.579 | 0:00.382 | 0:02.401 |
| 14                      | 29 | Andrea de Cesaris     | Sauber-Mercedes      | G     | 1:28.694 | 0:00.115 | 0:02.516 |
| 15                      | 23 | Pierluigi Martini     | Minardi-Ford         | G     | 1:28.847 | 0:00.153 | 0:02.669 |
| 16                      | 9  | Christian Fittipaldi  | Footwork-Ford        | G     | 1:28.882 | 0:00.035 | 0:02.704 |
| 17                      | 12 | Johnny Herbert        | Lotus-Mugen-Honda    | G     | 1:28.889 | 0:00.007 | 0:02.711 |
| 18                      | 24 | Michele Alboreto      | Minardi-Ford         | G     | 1:28.903 | 0:00.014 | 0:02.725 |
| 19                      | 26 | Olivier Panis         | Ligier-Renault       | G     | 1:28.950 | 0:00.047 | 0:02.772 |
| 20                      | 6  | JJ Lehto              | Benetton-Ford        | G     | 1:28.993 | 0:00.043 | 0:02.815 |
| 21                      | 20 | Érik Comas            | Larrousse-Ford       | G     | 1:29.039 | 0:00.046 | 0:02.861 |
| 22                      | 19 | Olivier Beretta       | Larrousse-Ford       | G     | 1:29.403 | 0:00.364 | 0:03.225 |
| 23                      | 11 | Alessandro Zanardi    | Lotus-Mugen-Honda    | G     | 1:30.160 | 0:00.757 | 0:03.982 |
| 24                      | 25 | Éric Bernard          | Ligier-Renault       | G     | 1:30.493 | 0:00.333 | 0:04.315 |
| 25                      | 31 | David Brabham         | Simtek-Ford          | G     | 1:31.632 | 0:01.139 | 0:05.454 |
| 26                      | 34 | Bertrand Gachot       | Pacific-Ilmor        | G     | 1:32.838 | 0:01.206 | 0:06.660 |
| Nie zakwalifikowali się |    |                       |                      |       |          |          |          |
|                         | 33 | Paul Belmondo         | Pacific-Ilmor        | G     | 1:33.006 | 0:00.168 | 0:06.828 |
| P                       | Nr | Kierowca              | Konstruktor(-silnik) | Opony | Czas     | Odstęp   | Strata   |

### Wyścig
| P                 | + / –     | Nr | Kierowca              | Konstruktor       | Opony | Okr. | Czas / Strata | Komentarz                  |
| ----------------- | --------- | -- | --------------------- | ----------------- | ----- | ---- | ------------- | -------------------------- |
| 1                 | Bez zmian | 5  | Michael Schumacher    | Benetton-Ford     | G     | 69   | 1h44:31.887   |                            |
| 2                 | 2         | 0  | Damon Hill            | Williams-Renault  | G     | 69   | +0:39.660     |                            |
| 3                 | 1         | 27 | Jean Alesi            | Ferrari           | G     | 69   | +1:13.388     |                            |
| 4                 | 1         | 28 | Gerhard Berger        | Ferrari           | G     | 69   | +1:15.609     |                            |
| 5                 | Bez zmian | 2  | David Coulthard       | Williams-Renault  | G     | 68   | +1 okr.       |                            |
| 6                 | 14        | 6  | JJ Lehto              | Benetton-Ford     | G     | 68   | +1 okr.       |                            |
| 7                 | 1         | 14 | Rubens Barrichello    | Jordan-Hart       | G     | 68   | +1 okr.       |                            |
| 8                 | 9         | 12 | Johnny Herbert        | Lotus-Mugen-Honda | G     | 68   | +1 okr.       |                            |
| 9                 | 6         | 23 | Pierluigi Martini     | Minardi-Ford      | G     | 68   | +1 okr.       |                            |
| 10                | 3         | 4  | Mark Blundell         | Tyrrell-Yamaha    | G     | 67   | +2 okr.       | poślizg                    |
| 11                | 7         | 24 | Michele Alboreto      | Minardi-Ford      | G     | 67   | +2 okr.       |                            |
| 12                | 7         | 26 | Olivier Panis         | Ligier-Renault    | G     | 67   | +2 okr.       |                            |
| 13                | 11        | 25 | Éric Bernard          | Ligier-Renault    | G     | 66   | +3 okr.       |                            |
| 14                | 11        | 31 | David Brabham         | Simtek-Ford       | G     | 65   | +4 okr.       |                            |
| 15                | 8         | 11 | Alessandro Zanardi    | Lotus-Mugen-Honda | G     | 62   | +7 okr.       | silnik                     |
| Niesklasyfikowani |           |    |                       |                   |       |      |               |                            |
|                   |           | 7  | Mika Häkkinen         | McLaren-Peugeot   | G     | 61   |               | silnik                     |
|                   |           | 19 | Olivier Beretta       | Larrousse-Ford    | G     | 57   |               | silnik                     |
|                   |           | 10 | Gianni Morbidelli     | Footwork-Ford     | G     | 50   |               | układ przeniesienia napędu |
|                   |           | 34 | Bertrand Gachot       | Pacific-Ilmor     | G     | 47   |               | ciśnienie oleju            |
|                   |           | 20 | Érik Comas            | Larrousse-Ford    | G     | 45   |               | sprzęgło                   |
|                   |           | 3  | Ukyō Katayama         | Tyrrell-Yamaha    | G     | 44   |               | wypadek                    |
|                   |           | 15 | Eddie Irvine          | Jordan-Hart       | G     | 40   |               | poślizg                    |
|                   |           | 29 | Andrea de Cesaris     | Sauber-Mercedes   | G     | 24   |               | ciśnienie oleju            |
|                   |           | 30 | Heinz-Harald Frentzen | Sauber-Mercedes   | G     | 5    |               | poślizg                    |
|                   |           | 8  | Martin Brundle        | McLaren-Peugeot   | G     | 3    |               | elektryka                  |
| Zdyskwalifikowani |           |    |                       |                   |       |      |               |                            |
|                   |           | 9  | Christian Fittipaldi  | Footwork-Ford     | G     | 68   |               | zbyt lekki bolid           |
| P                 | + / –     | Nr | Kierowca              | Konstruktor       | Opony | Okr. | Czas / Strata | Komentarz                  |

### Najszybsze okrążenie
| Nr | Kierowca           | Konstruktor   | Opony | Czas     | Okr. |
| -- | ------------------ | ------------- | ----- | -------- | ---- |
| 5  | Michael Schumacher | Benetton-Ford | G     | 1:28.927 | 31   |